# Ernst Haas (Politiker, 1901)
Ernst Haas (* 4. November 1901 in Oppenau; † 25. April 1979 in Villingen-Schwenningen) war ein deutscher Jurist und Politiker (SPD).

## Leben und Beruf
Nach dem Abitur nahm Haas ein Studium der Rechtswissenschaft auf, das er 1926 mit dem ersten und 1929 mit dem zweiten juristischen Staatsexamen beendete. Er promovierte zum Dr. phil. und war seit 1929 als Rechtsanwalt in Villingen tätig.

## Politik
Haas war von 1929 bis 1933 Stadtverordneter und seit 1948 Stadtrat in Villingen. Er gehörte 1946/47 der Beratenden Landesversammlung Badens an und war von 1947 bis 1952 Mitglied des Badischen Landtages. 1952 wurde er in den baden-württembergischen Landtag gewählt, dem er bis 1964 angehörte. Der Landtag wählte ihn 1954 zum Mitglied der Bundesversammlung, die Theodor Heuss als Bundespräsident wiederwählte.
| Personendaten    | Personendaten                             |
| ---------------- | ----------------------------------------- |
| NAME             | Haas, Ernst                               |
| KURZBESCHREIBUNG | deutscher Jurist und Politiker (SPD), MdL |
| GEBURTSDATUM     | 4. November 1901                          |
| GEBURTSORT       | Oppenau                                   |
| STERBEDATUM      | 25. April 1979                            |
| STERBEORT        | Villingen-Schwenningen                    |